# Alice von Hildebrand
Alice Marie von Hildebrand, GCSG (nascida Jourdain; 11 de março de 1923 - 14 de janeiro de 2022) foi uma filósofa católica americana nascida na Bélgica, teóloga, autora e professora. Ela ensinou filosofia no Hunter College por 37 anos. Ela também foi a segunda esposa de Dietrich von Hildebrand.

## Vida anterior
Von Hildebrand nasceu Alice Marie Jourdain, filho de Henri e Marthe (van der Horst) Jourdain em Bruxelas, Bélgica, em 11 de março de 1923. Sua primeira língua foi o francês. Ela deixou seu país natal em 1940, logo após este ter sido invadido pela Alemanha, e se mudou para os Estados Unidos como refugiada. Ela inicialmente frequentou o Manhattanville College, antes de estudar filosofia na Fordham University, onde obteve um doutorado em 1949.

## Carreira
Von Hildebrand lutou para encontrar emprego na academia. Ela foi rejeitada pelas faculdades católicas, que a informaram que não empregavam mulheres para ensinar filosofia. Ela finalmente começou a lecionar no Hunter College – uma faculdade constituinte da City University of New York – em 1947. Ela utilizou seu nome de solteira devido à hostilidade sofrida por seu marido. Ela só recebeu estabilidade acadêmica após 14 anos de ensino. Apesar de ter sido avisada pelo presidente da faculdade (e também católico) George N. Shuster de que ela ficaria mais satisfeita ensinando em uma instituição católica, ela era de opinião que era essencial para um católico estar presente em uma instituição educacional secular. Ela finalmente permaneceu no Hunter College por 37 anos. Ela atribuiu a conversão de muitos de seus alunos ao catolicismo ao seu ensino da verdade objetiva.
Von Hildebrand aposentou-se no início de 1984, cansada de receber um horário de ensino que terminava às 22h. Posteriormente, ela recebeu o Prêmio Presidencial de excelência no ensino da faculdade. Von Hildebrand fez mais de 80 aparições na programação televisiva da EWTN. Ela lançou o Dietrich von Hildebrand Legacy Project em 2004 com alguns dos ex-alunos de seu marido. Suas obras incluem The Soul of a Lion: The Life of Dietrich von Hildebrand (2000), uma biografia de seu marido, e sua autobiografia, Memoirs of a Happy Failure (2014), que narra sua fuga da Europa nazista e sua carreira docente no Hunter College.

## Visões
Von Hildebrand criticou o que ela considerava ser o avanço do relativismo e do modernismo na Igreja Católica, particularmente dentro das suas instituições de ensino superior católico e das suas escolas católicas. Hildebrand defendia opiniões católicas conservadoras sobre a homossexualidade, dizendo que ela "constitui uma grave ofensa a Deus e traz grande dano moral às pessoas que a praticam", e argumentando que aqueles com "tendências homossexuais" deveriam praticar o celibato. Ela também foi uma crítica aberta do feminismo.

## Vida pessoal
Von Hildebrand casou-se com o filósofo e teólogo católico Dietrich von Hildebrand em 1959, dois anos após a morte de sua primeira esposa. Eles se conheceram na Fordham University, onde ela era estudante e ele professor. Mais tarde, ela trabalhou como secretária e colaborou com ele na criação de livros, como The Art of Living. Eles não tiveram filhos juntos, e permaneceram casados até sua morte em 1977.
Von Hildebrand foi nomeada Dama da Grã-Cruz da Ordem de São Gregório Magno, uma ordem papal de cavalaria, em outubro de 2013. Ela morreu em 14 de janeiro de 2022 em sua casa em New Rochelle, Nova York. Ela tinha 98 anos e sofreu uma breve doença antes de sua morte.